# Гхош, Амалананда
Амалананда Гхош (хинди अमलानन्द घोष, англ. Amalananda Ghosh; 3 марта 1910, Бенарес — 25 августа 1981, Нью-Йорк) — индийский археолог, автор работ по древним цивилизациям Индии. Был награждён правительственной наградой Падма Шри в 1962 году.

## Биография
Родился в Варанаси, Индия, учился в Аллахабаде и институте Археологии при Лондонском университете. С 1937 года работал в Археологической службе Индии и возглавлял её с 1953 по 1968 годы. Принимал участие в раскопках или руководил ими в таких местах: Пачмархи, Биканер, Брахмагири, Маски (округ Райчур), Таксила, Арикамеду (округ Пондичерри), Хараппа. Во время своей работы в службе он вёл раскопки на участках долины Инда и поселения долины Гхаггара. Гхош смог проследить смену культур Хараппы и определил время появления ариев в этой местности, а также выяснил детали о происхождение цивилизации Хараппы. В 1950 году благодаря Гхошу были организованы систематические раскопки вдоль русла высохшей реки Сарасвати (Биканер) и за несколько месяцев работы он обнаружил около 70 участков, на 15 из которых были найдены предметы старины. В 1958 году в Индии был принят Закон об охране древних памятников и мест археологических раскопок и дальнейшие работы проводились под эгидой Министерства культуры Индии.
Организовал Службу охраны храмов и Доисторический отдел, а также археологическую школу. Был главным редактором журнала «Ancient India». В 1954 году инициировал создание журнала «Indian Archaeology», в котором выходили публикации о проведении археологических работ на территории Индии. При его участии в 1960 году прошла реорганизации департамента археологии Непала. По окончании работы в Археологической службе в 1968 году работал консультантом ЮНЕСКО при правительстве Катара, в Бахрейне, в Саудовской Аравии (1968—1969) и Йемене (1970). Выйдя в отставку, эмигрировал в США, где скончался в 1981 году.

## Личная жизнь
Был женат на Судхе Гхош, имел двоих детей, Супарну и Асима. Сын Асим (род. 1947) был генеральным директором Vodafone Idea Limited с 1998 по 2009 годы и исполнительным директором канадской компании Husky Energy с 2010 года.

## Публикации
- Ajanta murals; an album of eighty-five reproductions in colour. (англ.). — New Delhi: New Delhi, Archaeological Survey of India, 1967. — 71 p.[5]
- The city in early historical India. — Indian Institute of Advanced Study, 1973. — 98 с.[6]
- An Encyclopaedia of Indian archaeology / E.J. Brill. — New York: Leiden, 1990. — ISBN 9789004092648.[7]
- A guide to Nālandā. — Manager of Publications, 1950. — 51 с.
- B. M. Pande, Brajadulal Chattopadhyaya, Amalananda Ghosh. Archaeology and history: essays in memory of Shri A. Ghosh, Том 1. — Agam Kala Prakashan, 1987. — 736 с.[8]